# Egzekutywa Komendy Głównej Straży Granicznej
Egzekutywa Komendy Głównej Straży Granicznej – jednostka organizacyjna Straży Granicznej w okresie międzywojennym.

## Formowanie i zmiany organizacyjne
Rozporządzeniem Prezydenta Rzeczypospolitej Polskiej Ignacego Mościckiego z 22 marca 1928 roku, do ochrony północnej, zachodniej i południowej granicy państwa, a w szczególności do ich ochrony celnej, powoływano z dniem 2 kwietnia 1928 roku Straż Graniczną.
Rozkazem nr 3 z 14 maja 1929 roku w sprawie utworzenia Inspektoratu Wewnętrznego komendant Straży Granicznej płk Jan Jur-Gorzechowski utworzył Inspektorat Wewnętrzny Straży Granicznej.
Rozkazem nr 7 z 23 października 1931 roku w sprawach organizacyjnych i etatowych, komendant Straży Granicznej płk Jan Jur-Gorzechowski zarządził likwidację Inspektoratu Okręgowego nr VI z dniem 3 listopada 1930 roku i powołał Egzekutywę Oddziału II Komendy Straży Granicznej z przydziałem etatowym, ewidencyjnym i gospodarczym do Komendy Straży Granicznej. Komisariaty wewnętrzne zachowały swój terytorialny zakres działania.
Rozkazem nr 1 z 29 stycznia 1934 roku w sprawach [...] Egzekutywy Komendy Głównej Straży Granicznej oraz zmian przydziałów komendant Straży Granicznej płk Jan Jur-Gorzechowski utworzył placówki II linii w Warszawie. Placówka „Warszawa 1” obejmowała Śródmieście, „Warszawa 2” peryferie miasta, „Warszawa 3” dworce kolejowe, lotnicze i przystanie na Wiśle.
Rozkazem nr 6 z 14 maja 1939 roku w sprawach zmian organizacyjnych oraz działania Egzekutywy Komendy Głównej Straży Granicznej gen. bryg. Walerian Czuma zreorganizował egzekutywę oraz ustalił nowy teren działania.
Rozkazem nr 9 z 24 czerwca 1939 roku w sprawie reorganizacji Egzekutywy Komendy Głównej Straży Granicznej komendant Straży Granicznej gen. bryg. Walerian Czuma powtórnie zreorganizował egzekutywę. Etat egzekutywy: 5 oficerów, 38 szeregowych, 12 pracowników cywilnych, jeden samochód 38 kbk, 38 pistoletów.
Według powyższego rozkazu Egzekutywa Komendy Głównej Straży Granicznej była obwodem wewnętrznym Straży Granicznej, działającym poprzez placówki oficerskie w Warszawie, komisariaty wewnętrzne i placówki II linii na terenie wewnętrznym Państwa. Miała za zadanie ściganie przemytnictwa, przestępstw karno-skarbowych oraz przestępstw związanych z ruchem granicznym na przydzielonym terenie, utrzymując w zakresie swoich działań ścisłą współpracę z jednostkami bezpośredniej ochrony granic. Terenem działania egzekutywy był teren wewnątrz Państwa, mieszczący się pomiędzy rozgraniczeniem rejonów służbowych Okręgów Straży Granicznej, a terenem działania Korpusu Ochrony Pogranicza.

## Działania wywiadowcze
Rozkazem nr 1 z 27 marca 1936 roku w sprawach [...] zmian w niektórych inspektoratach okręgowych komendant Straży Granicznej płk Jan Jur-Gorzechowski ustalił rozgraniczenie egzekutywy:
- granica Wielkopolskiego i Śląskiego Inspektoratu Okręgowego – granica północna Komisariatu Panki,
- granica Śląskiego, Zachodnio- i Wschodniomałopolskiego Inspektoratu Okręgowego oraz Egzekutywa Oddziału Informacyjnego Komendy Straży Granicznej – linia od kamienia granicznego Nr 7 (styk Śląskiego Inspektoratu Okręgowego z Zachodniomałopolskim Inspektoratem Okręgowym) w kierunku miejscowości Bzie, Pawłowice, Mizerów z tym, że miejscowości Bzie, Pawłowice i Mizerów należą do Zachodnio-Małopolskiego Inspektoratu Okręgowego, następnie rzeką Pszczynką z tym, że miejscowość Pszczyna należy do Zachodniomałopolskiego Inspektoratu Okręgowego, następnie rzeką Korzenica do Wisły, dalej rzeką Wisłą aż do mostu kolejowego na linii Oświęcim-Chrzanów, stąd torem kolejowym do Chrzanowa z tym, że Chrzanów należy do Zachodnio-Małopolskiego Inspektoratu Okręgowego, dalej torem kolejowym do Szczakowa, Strzemieszyc, Olkusza i Wolbromia, z tym, że Szczakowa, Olkusz i Wolbrom należą do Zachodnio-Małopolskiego Inspektoratu Okręgowego, natomiast miejscowość Strzemieszyce – do Śląskiego Inspektoratu Okręgowego, dalej od Wolbromia w kierunku miejscowości Żarnowiec z tym, że Żarnowiec należy do Zachodniomałopolskiego Inspektoratu Okręgowego, dalej rzeką Pilicą aż do południowej granicy powiatu koneckiego. Dalej granica Zachodnio-Małopolskiego Inspektoratu Okręgowego biegnie południową granicą powiatu koneckiego, aż do Skarżyska, następnie linią kolejową Skarżysko, Ostrowiec, Chmielów, Sandomierz z tym, że Skarżysko, Wierzbnik, Ostrowiec, Chmielów, należą do Oddziału Informacyjnego Komendy Straży Granicznej, a Sandomierz do Zachodniomałopolskiego Inspektoratu Okręgowego. Dalej granicę Zachodniomałopolskiego Inspektoratu Okręgowego stanowiła rzeka San od ujścia jego do Wisły aż do ujścia doń rzeki Wisłok, po czym rzeką Wisłok aż do Łańcuta, po czym linia miejscowości Łańcut, Brzozów, górny bieg rzeki Wisłoku do kamienia granicznego nr 21 (styk Zachodniomałopolskiego Inspektoratu Okręgowego ze Wschodniomałopolskim Inspektoratem Okręgowym) z tym, że Łańcut i Brzozów należały do Zachodniomałopolskiego Inspektoratu Okręgowego.

Teren działania w 1939:
- na północy od północnego krańca granicy pow. Kolskiego (na wysokości miejscowości Izbica) do Włocławka (włączając Włocławek do terenu Egzekutywy), następnie Sierpc wyłącznie, Raciąż, Pułtusk, Ostrów, Zambrów – włącznie (linia rozgraniczenia Mazowieckiego i Pomorskiego Okręgu Straży Granicznej).

## Struktura organizacyjna
Struktura w 1939:
- kierownik egzekutywy[a]
- zmienna liczba oficerów wywiadowczych – kierowników placówek oficerskich na terenie Warszawy
- personel kancelaryjny
- personel wywiadowczy
- laboratorium techniczne
- kartoteka
- zmienna liczba komisariatów wewnętrznych i placówek II linii[b]